# Le Pout
Le Pout [lø put] (Lo Pot en gascon) est une commune du Sud-Ouest de la France, située dans le département de la Gironde en région Nouvelle-Aquitaine.

## Géographie

### Localisation
Commune de l'aire d'attraction de Bordeaux située dans l'Entre-deux-Mers sur une hauteur, Le Pout atteint l'altitude de 106 mètres; des points d'altimétrie, présents sur les cartes dites d'état-major, indiquent cependant sur les communes avoisinantes des points à 111 mètres ou plus (Créon, La Sauve, Haux).

### Communes limitrophes
Les communes limitrophes sont Camarsac, Croignon, Cursan et Sadirac.
|         | Camarsac |          |
| Loupes  | Pout     | Croignon |
| Sadirac |          | Cursan   |

### Climat
Pour des articles plus généraux, voir Climat de la Nouvelle-Aquitaine et Climat de la Gironde.
Historiquement, la commune est exposée à un climat océanique aquitain.  
En 2020, Météo-France publie une typologie des climats de la France métropolitaine dans laquelle la commune est exposée à un climat océanique et est dans la région climatique  Aquitaine, Gascogne, caractérisée par une pluviométrie abondante au printemps, modérée en automne, un faible ensoleillement au printemps, un été chaud (19,5 °C), des vents faibles, des brouillards fréquents en automne et en hiver et des orages fréquents en été (15 à 20 jours).
Pour la période 1971-2000, la température annuelle moyenne est de 12,5 °C, avec une amplitude thermique annuelle de 14,4 °C. Le cumul annuel moyen de précipitations est de 873 mm, avec 11,8 jours de précipitations en janvier et 7,1 jours en juillet. Pour la période 1991-2020, la température moyenne annuelle observée sur la station météorologique la plus proche, située sur la commune de Cadaujac à 14 km à vol d'oiseau, est de 13,8 °C et le cumul annuel moyen de précipitations est de 918,3 mm,. Pour l'avenir, les paramètres climatiques de la commune estimés pour 2050 selon différents scénarios d’émission de gaz à effet de serre sont consultables sur un site dédié publié par Météo-France en novembre 2022.

## Urbanisme

### Typologie
Au 1er janvier 2024, Le Pout est catégorisée bourg rural, selon la nouvelle grille communale de densité à sept niveaux définie par l'Insee en 2022.
Elle est située hors unité urbaine. Par ailleurs la commune fait partie de l'aire d'attraction de Bordeaux, dont elle est une commune de la couronne,. Cette aire, qui regroupe 275 communes, est catégorisée dans les aires de 700 000 habitants ou plus (hors Paris),.

### Occupation des sols

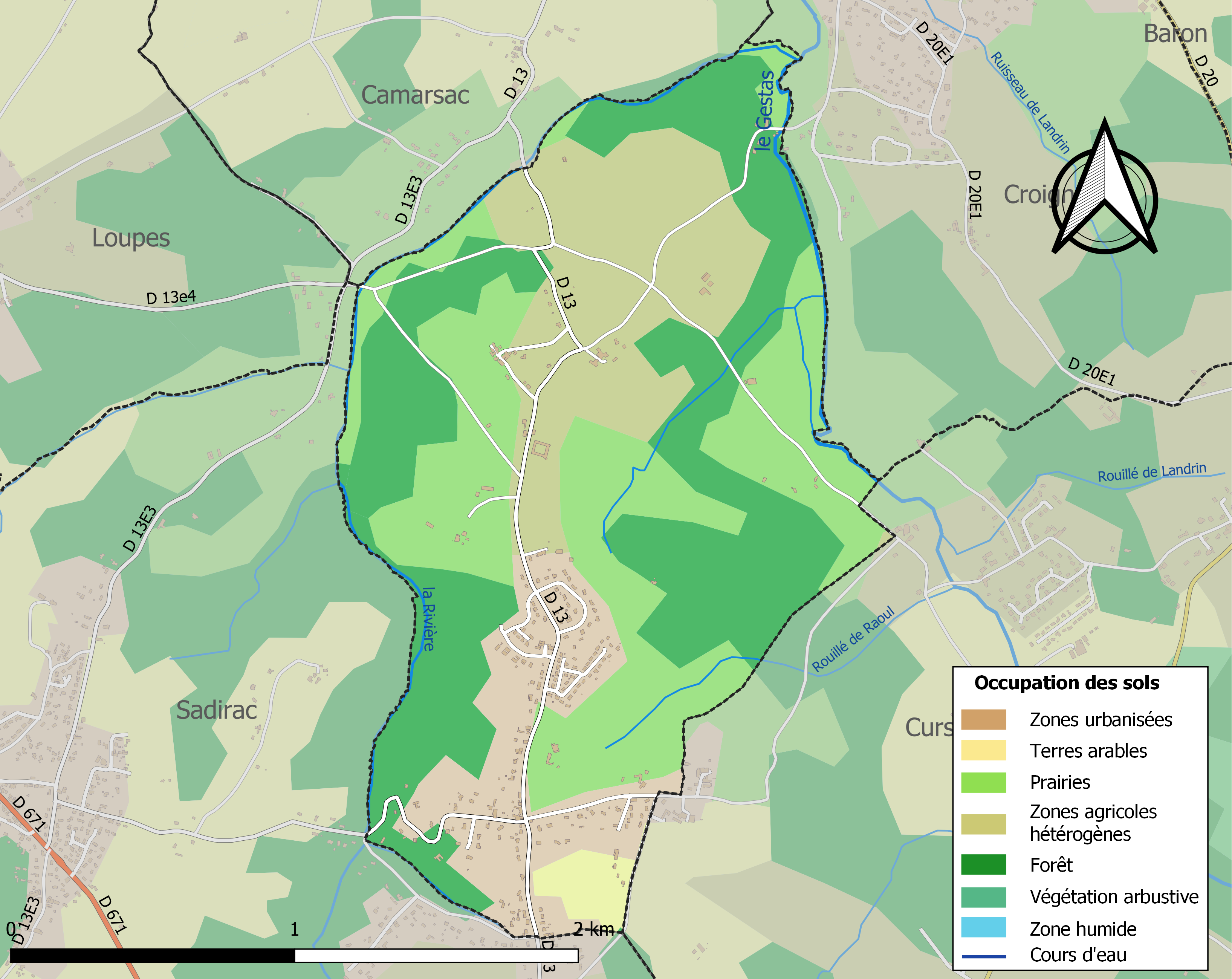
Carte des infrastructures et de l'occupation des sols de la commune en 2018 (CLC).

L'occupation des sols de la commune, telle qu'elle ressort de la base de données européenne d’occupation biophysique des sols Corine Land Cover (CLC), est marquée par l'importance des territoires agricoles (52,5 % en 2018), en diminution par rapport à 1990 (67,3 %). La répartition détaillée en 2018 est la suivante : 
forêts (33,6 %), prairies (30,4 %), zones agricoles hétérogènes (20,3 %), zones urbanisées (13,9 %), cultures permanentes (1,8 %). L'évolution de l’occupation des sols de la commune et de ses infrastructures peut être observée sur les différentes représentations cartographiques du territoire : la carte de Cassini (XVIIIe siècle), la carte d'état-major (1820-1866) et les cartes ou photos aériennes de l'IGN pour la période actuelle (1950 à aujourd'hui).

### Risques majeurs
Le territoire de la commune du Pout est vulnérable à différents aléas naturels : météorologiques (tempête, orage, neige, grand froid, canicule ou sécheresse), inondations, mouvements de terrains et séisme (sismicité faible). Un site publié par le BRGM permet d'évaluer simplement et rapidement les risques d'un bien localisé soit par son adresse soit par le numéro de sa parcelle.
La commune a été reconnue en état de catastrophe naturelle au titre des dommages causés par les inondations et coulées de boue survenues en 1982, 1999, 2009, 2020 et 2021,.
Les mouvements de terrains susceptibles de se produire sur la commune sont des affaissements et effondrements liés aux cavités souterraines (hors mines) et des tassements différentiels. Par ailleurs, afin de mieux appréhender le risque d’affaissement de terrain, l'inventaire national des cavités souterraines permet de localiser celles situées sur la commune.

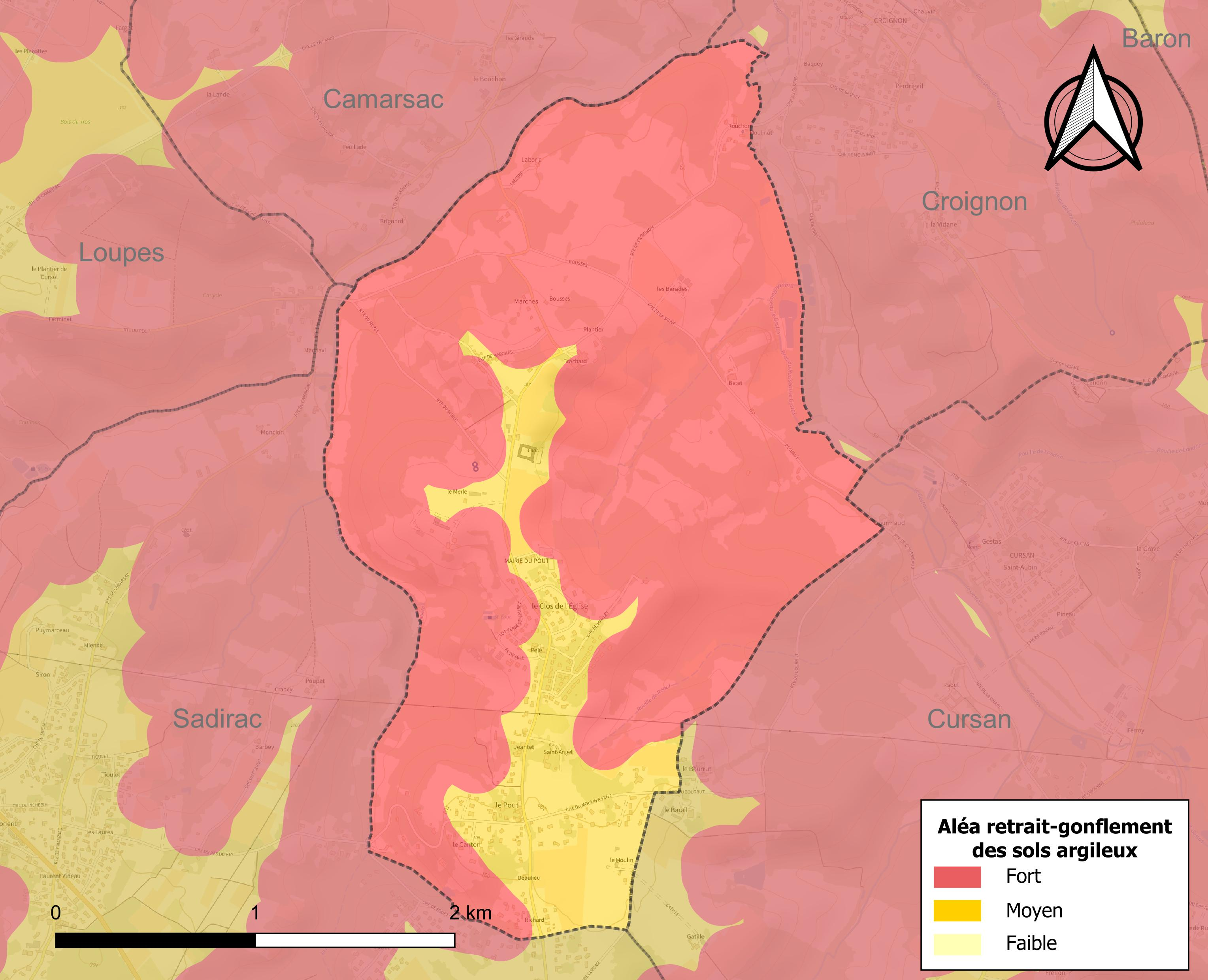
Carte des zones d'aléa retrait-gonflement des sols argileux du Pout.

Le retrait-gonflement des sols argileux est susceptible d'engendrer des dommages importants aux bâtiments en cas d’alternance de périodes de sécheresse et de pluie. La totalité de la commune est en aléa moyen ou fort (67,4 % au niveau départemental et 48,5 % au niveau national). Sur les 229 bâtiments dénombrés sur la commune en 2019,  229 sont en aléa moyen ou fort, soit 100 %, à comparer aux 84 % au niveau départemental et 54 % au niveau national. Une cartographie de l'exposition du territoire national au retrait gonflement des sols argileux est disponible sur le site du BRGM,.
Par ailleurs, afin de mieux appréhender le risque d’affaissement de terrain, l'inventaire national des cavités souterraines permet de localiser celles situées sur la commune.
Concernant les mouvements de terrains, la commune a été reconnue en état de catastrophe naturelle au titre des dommages causés par la sécheresse en 1995 et 2011 et par des mouvements de terrain en 1999.

## Politique et administration
La commune du Pout fait partie de l'arrondissement de Bordeaux. À la suite du découpage territorial de 2014 entré en vigueur à l'occasion des élections départementales de 2015, la commune demeure dans le canton de Créon remodelé,. Le Pout fait également partie de la communauté de communes du Créonnais, membre du Pays du Cœur de l'Entre-deux-Mers.
| Période                                  | Période   | Identité         | Étiquette | Qualité  |
| ---------------------------------------- | --------- | ---------------- | --------- | -------- |
| Les données manquantes sont à compléter. |           |                  |           |          |
|                                          |           | Jean Dérive      |           |          |
| mars 2001                                | mars 2008 | Suzette Grel     | PS        |          |
| mars 2008                                | mars 2014 | Marcel Courbères |           |          |
| mars 2014                                | mars 2020 | Michel Nadaud    | PCF       | Retraité |
| mars 2020                                | En cours  | Jean-Luc Joyeux  | Aucun     |          |

## Démographie
Les habitants du Pout sont appelés les Poutais.
L'évolution du nombre d'habitants est connue à travers les recensements de la population effectués dans la commune depuis 1793. Pour les communes de moins de 10 000 habitants, une enquête de recensement portant sur toute la population est réalisée tous les cinq ans, les populations de référence des années intermédiaires étant quant à elles estimées par interpolation ou extrapolation. Pour la commune, le premier recensement exhaustif entrant dans le cadre du nouveau dispositif a été réalisé en 2006.

En 2022, la commune comptait 617 habitants, en évolution de +3,52 % par rapport à 2016 (Gironde : +6,91 %, France hors Mayotte : +2,11 %).
| 1793 | 1800 | 1806 | 1821 | 1831 | 1836 | 1841 | 1846 | 1851 |
| ---- | ---- | ---- | ---- | ---- | ---- | ---- | ---- | ---- |
| 202  | 147  | 156  | 143  | 168  | 195  | 168  | 136  | 137  |

| 1856 | 1861 | 1866 | 1872 | 1876 | 1881 | 1886 | 1891 | 1896 |
| ---- | ---- | ---- | ---- | ---- | ---- | ---- | ---- | ---- |
| 162  | 139  | 156  | 139  | 145  | 134  | 126  | 128  | 120  |

| 1901 | 1906 | 1911 | 1921 | 1926 | 1931 | 1936 | 1946 | 1954 |
| ---- | ---- | ---- | ---- | ---- | ---- | ---- | ---- | ---- |
| 132  | 146  | 134  | 125  | 130  | 124  | 104  | 105  | 122  |

| 1962 | 1968 | 1975 | 1982 | 1990 | 1999 | 2006 | 2011 | 2016 |
| ---- | ---- | ---- | ---- | ---- | ---- | ---- | ---- | ---- |
| 107  | 128  | 133  | 302  | 371  | 340  | 345  | 512  | 596  |

| 2021 | 2022 | - | - | - | - | - | - | - |
| ---- | ---- | - | - | - | - | - | - | - |
| 619  | 617  | - | - | - | - | - | - | - |

## Économie
La commune est située dans l'aire géographique de production de l'entre-deux-mers (vins blancs secs), appellation d'origine contrôlée du vignoble du même nom. Toute la région produit en outre des rouges, des clairets, des rosés, des blancs secs, doux ou effervescents sous les dénominations bordeaux et bordeaux-supérieur.

## Culture locale et patrimoine

### Lieux et monuments
Outre l'église paroissiale Saint-Martin et la croix hosannière de son cimetière, protégées au titre des monuments historiques, une dizaine d'édifices de la commune du Pout sont versés à l'inventaire général du patrimoine culturel dans le cadre d'une étude topographique du canton de Créon réalisée à partir de 1983 par le conseil régional d'Aquitaine. Sont ainsi recensés la maison noble du Pin ou du Bedat (XVIIIe siècle) au lieu-dit Saint-Angel, une maison du XVIIIe siècle au lieu-dit les Marches et une autre du XIXe siècle au lieu-dit Rouchon, une ferme des XVIIIe – XIXe siècles au lieu-dit les Barades, le château (XVIIe-XIXe) du lieu-dit le Rivalain, le presbytère du XVIIIe siècle, transformé en mairie au XXe, une croix de chemin (1823), monument aux morts de la guerre de 1914-1918, route de la mairie et une autre, édifiée au XIXe siècle à la mémoire des victimes de la guerre de Crimée sur le chemin du Pas du Roy, route de Camarsac.

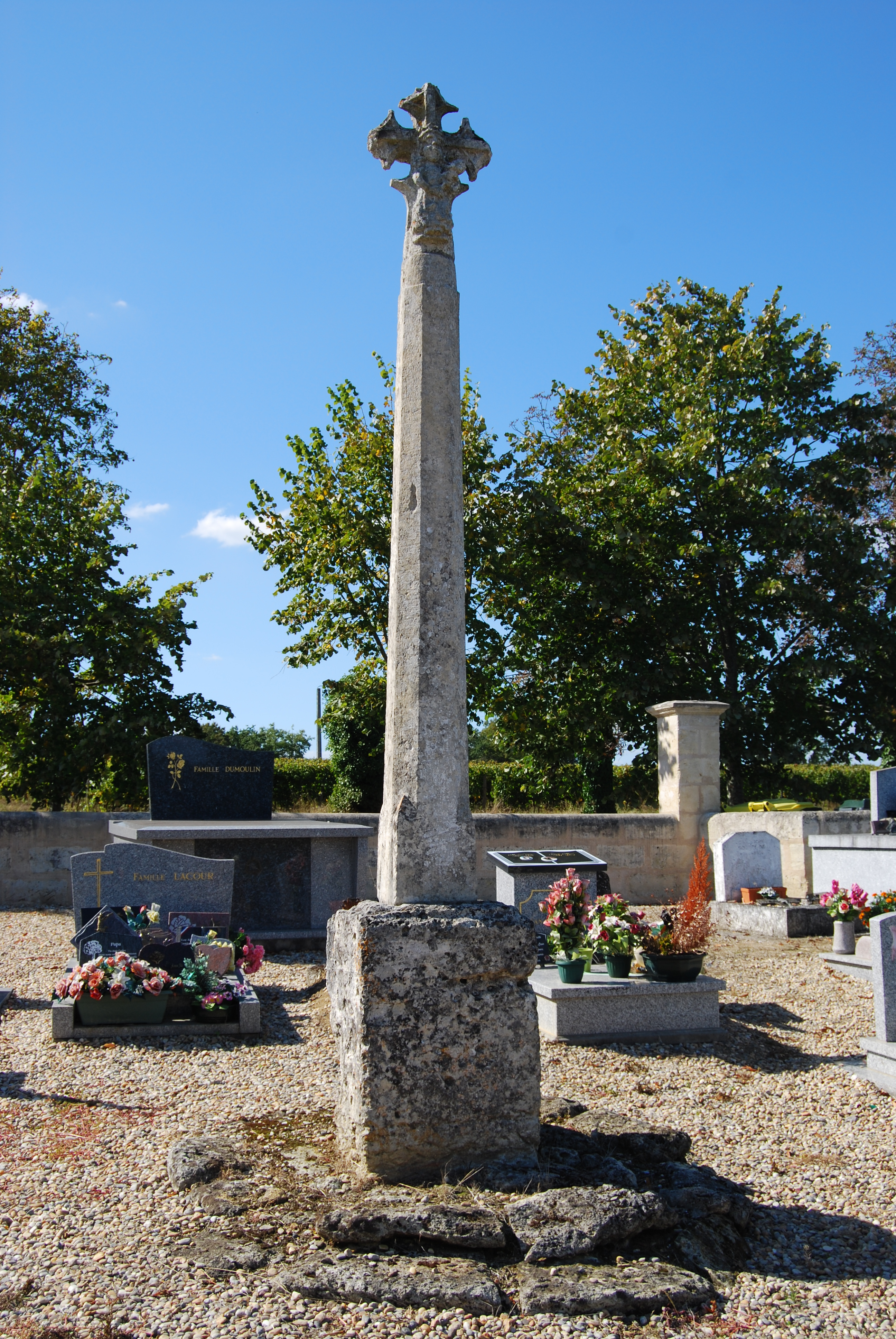
Croix de cimetière.
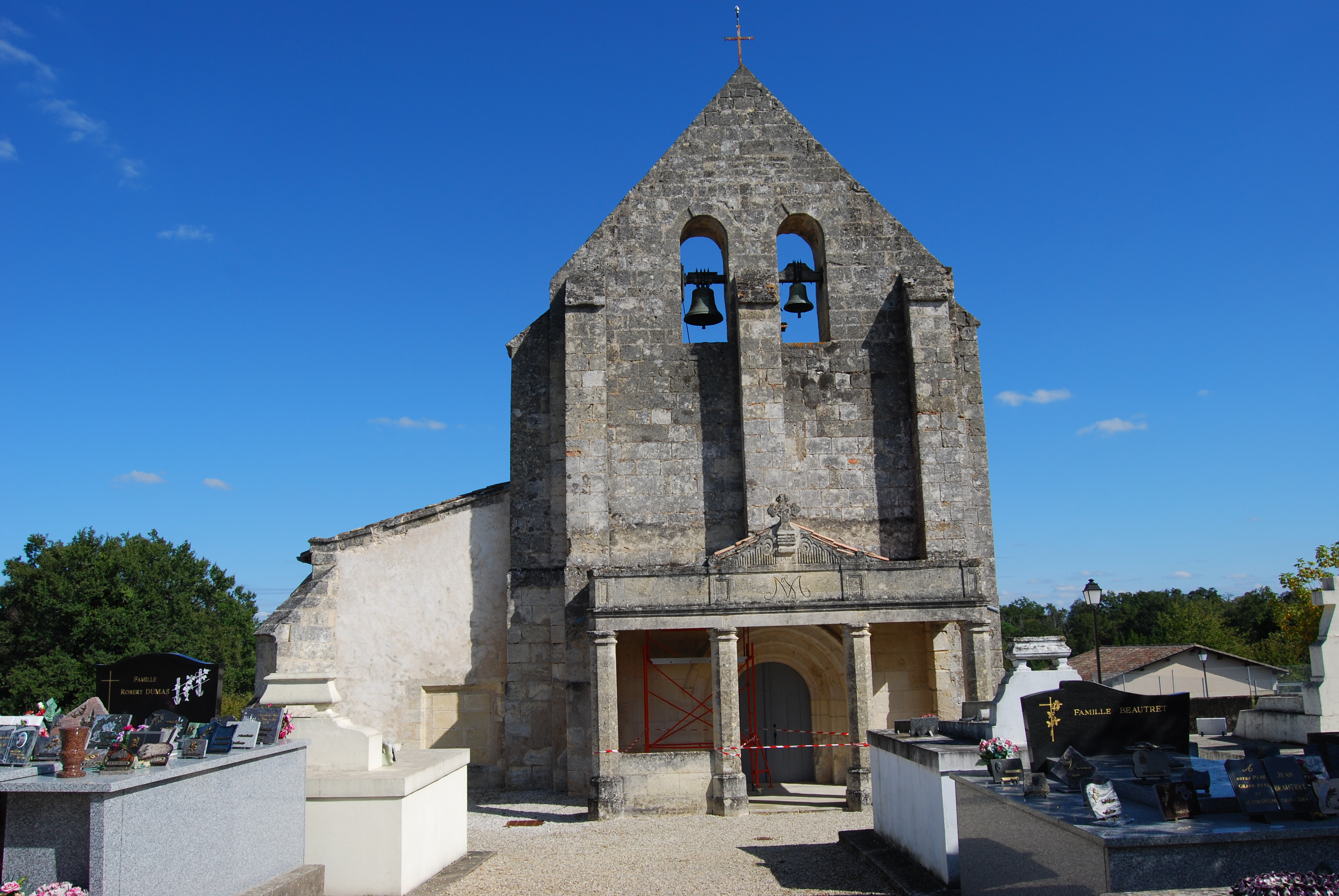
Église Saint-Martin.
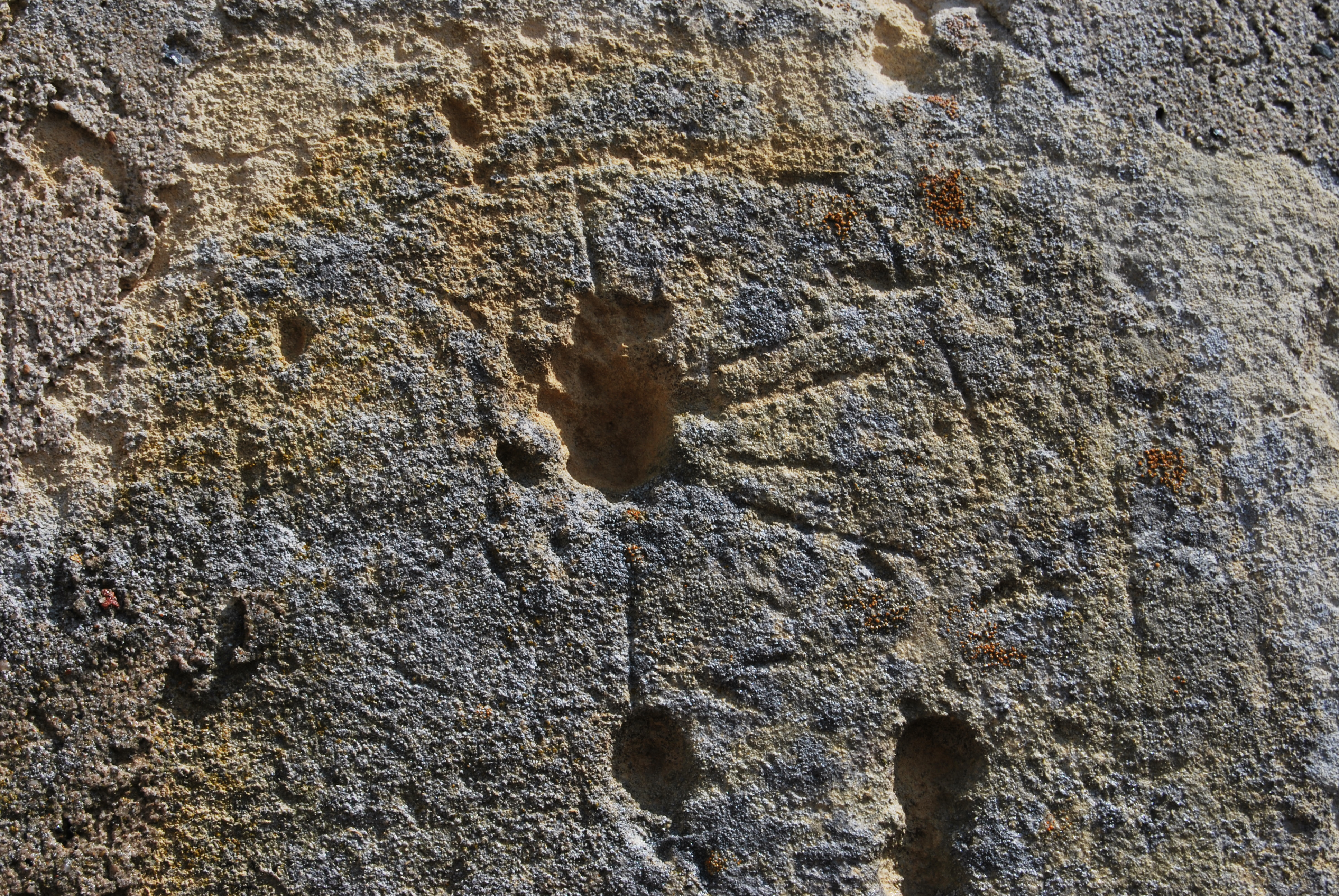
Cadran canonial.
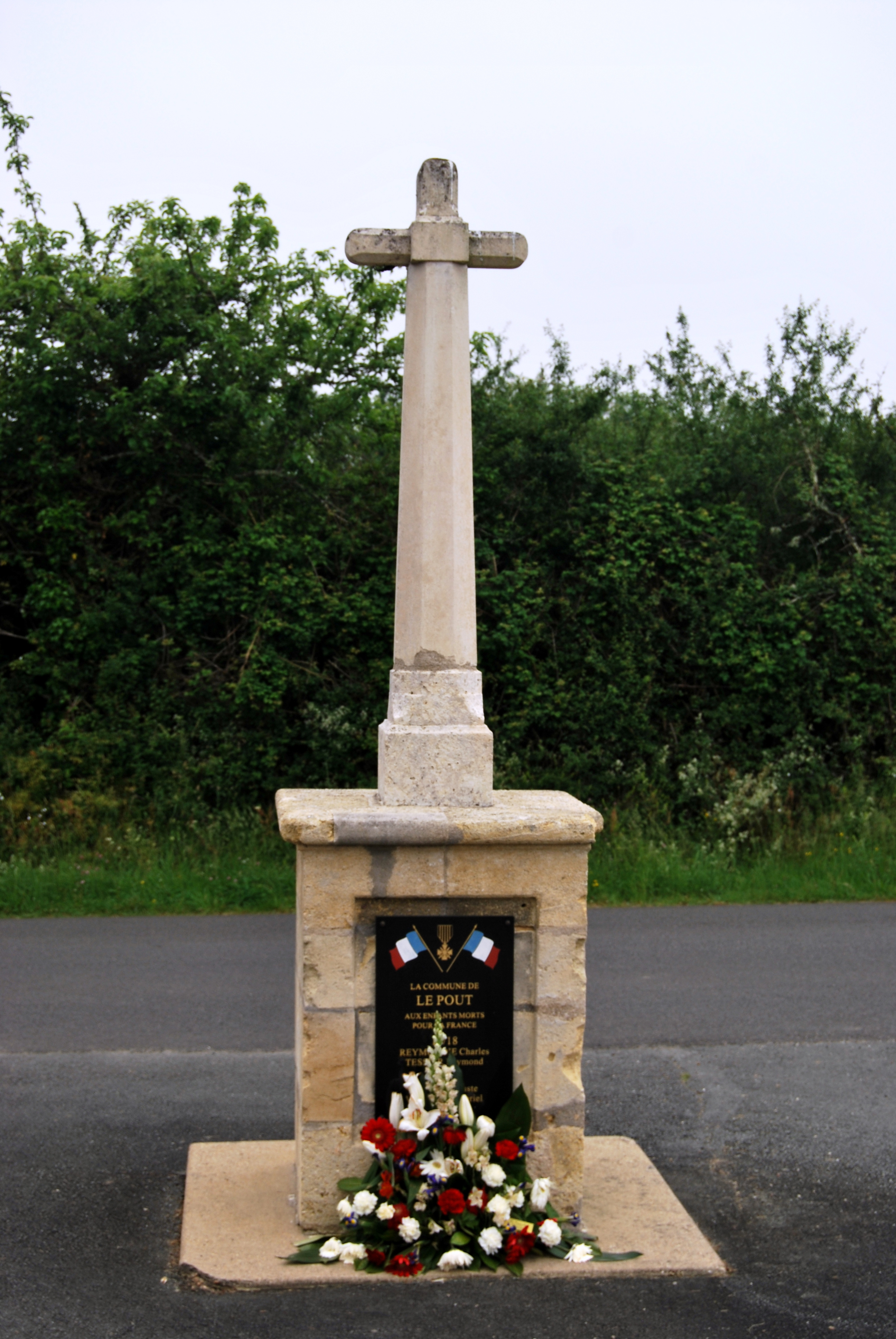
Monument aux morts.

### Personnalités liées à la commune
Le général de division Jean Pellé (1812-1883) est né dans la commune.

### Héraldique
| Armes | Les armes du Pout se blasonnent ainsi : D'or mantelé de gueules à la grappe de raisin tigée d'or à dextre et à la coquille du même à senestre. |